# Blauet nan capvermell
El blauet nan capvermell o blauet pigmeu de cap vermell (Ispidina lecontei) és una espècie d'ocell de la família dels alcedínids (Alcedinidae) que habita la selva d'Àfrica Occidental i Central, des de Guinea fins a Ghana, Nigèria, i des de Camerun cap a l'est fins a Uganda i cap al sud fins al nord d'Angola.